# Сейтаков, Беки
Беки́ Сейта́ков (туркм. Beki Seýtäkow, 31 (18) марта 1914, 
Бедиркент — 7 марта 1979, Москва) — туркменский советский прозаик, поэт, журналист, переводчик, редактор. Общественно-политический деятель. Народный писатель Туркмении (1967), член-корреспондент АН Туркменской ССР (1969). Член ЦК КП Туркменской ССР (1963—1966). Депутат Верховного Совета Туркменской ССР 6—7 созывов. Председатель правления Союза писателей Туркменской ССР (1963—1966). Лауреат Государственной премии Туркменской ССР имени Махтумкули (1966).

## Биография
Родился в семье туркменского дехканина-бедняка (ныне — Гёроглынский этрап, Дашогузский велаят, Туркменистан). Рано остался сиротой. Воспитывался в школе-интернате.
Окончил педагогическое училище. Учительствовал в сельских школах Ташаузского района.
С 1937 года — в Ашхабаде занимался журналистской работой: сотрудник редакций газет «Яш коммунист», «Мыдам тайяр», главный редактор газеты «Эдибият ве сунгат». В 1944 году окончил учительский институт.
В 1966‒1973 гг. — главный редактор журнала «Совет эдебияты». В 1954—1957 годах — секретарь, а в 1963—1966 гг. — председатель правления Союза писателей Туркменской ССР.

## Творчество
Дебютировал в 1929 году с юмористическими стихами.
Автор сборника стихов «Юность» («Молодость», 1938), поэм «В огне» (1940), «Подруги» (1941), «Герой» (1946) и других. В 1939 году опубликовал сборник рассказов «Счастливое поколение», в 1948 году — «Сельские рассказы», «Женитьба Элли Оде». Затем опубликовал повести «Современники» (1955), «Девичья дань» (1958), «Беспокойные люди» (1958), «Подарок сына» (1966), «Сын Ленина» (1975), романы «Поэт» (1958, рус. пер. 1961), «Сердце пустыни» (научно-фантастический детектив, повесть первоначально была издана на туркменском языке под названием «Паутина» в 1962), поэтические сборники «Стихи и поэмы», 1947, «Пустыня отступает», 1951, сборники очерков.
В историко-революционной тетралогии «Братья» (ч. 1—4, 1958—1972, ч. 4 под названием «Бедиркент» (туркм. Bedirkent), русский перевод 1959—1975) освещена на широком историческом фоне судьба туркменского народа в дореволюционное и советское время, установление советской власти на земле древнего Хорезма.
Писал стихи для детей («Аязхан: Сказка в стихах», 1956; сборник «Ленивый Мурад», 1963).
Занимался переводами поэзии Низами Гянджеви, Навои, Тараса Шевченко и других авторов.
Член ВКП(б) с 1942 года.